# Raymond Mastrotto
Raymond Mastrotto es un antiguo ciclista francés, nacido el 1 de noviembre de 1934 en Auch y muerto el 11 de marzo de 1984 en Labatut. Tenía el apodo de el toro de Nay. Como amateur, ganó dos veces la Ruta de Francia en 1956 y 1957. Pasó a profesionales en 1958 y corrió hasta 1968. Participó en ocho Tour de Francia siendo su mejor resultado una sexta plaza en el Tour de Francia 1960. Durante el Tour de Francia 1967, ganó la 17.ª etapa, que tenía de recorrido la distancia que separa Luchon de Pau. En 1968, su carrera fue interrumpida después de haber sido atropellado por un coche durante un entrenamiento.

## Palmarés
1956
- Ruta de Francia, más 1 etapa
- 1 etapa del Tour de Bretaña

1957
- Ruta de Francia
- 1 etapa del Tour de Bretaña

1958
- 1 etapa de la Carrera de la Paz

1959
- Tour de l'Ariège, más 1 etapa
- 1 etapa de la Dauphiné Libéré

1960
- 1 etapa de la Dauphiné Libéré

1962
- Dauphiné Libéré

1967
- 1 etapa del Tour de Francia

## Homenaje
- Todos los años, en julio, una ciclomarcha es organizada en Nay para homenajearle: la Raymond Mastrotto con 105 kilómetros tiene como mayor dificultad el Aubisque y el Col du Soulor.